# Идриз Масло
Идриз Масло (Бања Лука 6. март 1910 — Масловаре 8. април 1942) био је учеснк Народноослободилачке борбе. друштвено-политички радник СФР Југославије и СР Босне и Херцегодине.

## Биографија
У родном граду изучио је лимарски занат и радио у Фабрици дувана. Примљен је у КПЈ 1929. године. Био је активан у радничким синдикатима и друштвима (КУД „Пелагић“, КУД „Будућност“, Клуб академичара Бањалуке – КАБ и Радничко спортско друштво „Борац“). Због комунистичке дјелатности, осуђен је 1936. на 18 мјесеци робије, коју је издржао у затвору Лепоглава. Послије окупације Југославије и стварања НДХ, радио је на припреми и подизању устанка. Био је политички комесар чете 3. (касније 4) крајишког НОПО. У вријеме раскола међу устаницама, убили су га четници.